# Il biglietto che esplose
Il biglietto che esplose (The Ticket That Exploded) è un romanzo dello scrittore statunitense William S. Burroughs, pubblicato nel 1961 nella francese Olympia Press quindi fortemente rimaneggiato nel 1967 presso Grove Press. Nel 2014 è uscita una nuova edizione restaurata e annotata a cura di Oliver Harris.
Si è soliti considerare il romanzo come parte di una trilogia iniziata con La macchina morbida e conclusa con Nova Express.
È un racconto anarchico che riguarda il controllo della mente da parte di fattori psichici, elettronici, sessuali, farmaceutici, subliminali e per altre influenze.
Contiene ripetizioni e uso di ritagli secondo la tecnica del cut-up (a propria volta usata anche dai personaggi del libro). In qualche modo il virus centrale che colpisce la mente è il linguaggio stesso, secondo un'idea che l'autore svilupperà nel saggio The Electronic Revolution.

## Edizioni
- William S. Burroughs, Il biglietto che è esploso, traduzione di Giulio Saponaro, I giorni, n. 31, Milano, Sugar, 1970.
- William S. Burroughs, Il biglietto che è esploso, traduzione di Giulio Saponaro, Tasco, n. 67, Milano, Sugar, 1983.
- William S. Burroughs, Il biglietto che è esploso, traduzione di Giulio Saponaro, Tasco Letteratura n. 26, Milano, Sugar, 1991, ISBN 88-7198-327-0.
- William S. Burroughs, Il biglietto che esplose, traduzione di Andrew Tanzi, Fabula n. 213, Milano, Adelphi, 2009, ISBN 978-88-459-2426-2.